# 耶格尔
耶格尔（Jäger）可以指：

## 人物
- 贝恩德·耶格尔（1951年11月18日－），德国男子竞技体操运动员
- 安娜贝拉·耶格尔（1998年7月16日－），德國女子羽毛球運動員
- 克劳斯·耶格尔（1950年2月6日－），德国男子赛艇运动员

|  | 本页或本分段罗列了姓氏为「耶格尔」的人物。 如果是一个指代特定个人的内链将您引导到本页，請考慮修正該人物的名字以將链接指向正確的條目。 |